# میشل دی فیت
میشل دی فیت (انگلیسی: Michele Di Piedi؛ زادهٔ ۲۱ دسامبر ۱۹۸۰) بازیکن فوتبال اهل ایتالیا است.
از باشگاه‌هایی که در آن بازی کرده‌است می‌توان به باشگاه فوتبال شفیلد ونزدی، باشگاه فوتبال پروجا، باشگاه فوتبال دونکستر راورز، باشگاه فوتبال فیورنتینا، باشگاه فوتبال اود، باشگاه فوتبال بریستول راورز، باشگاه فوتبال پرسیب باندونگ، و باشگاه فوتبال آپوئل اشاره کرد.